# Municipi de Faxe
El municipi de Faxe és un municipi danès de la Regió de Sjælland que va ser creat l'1 de gener del 2007 com a part de la Reforma Municipal Danesa, integrant els antics municipis de Haslev, Fakse i Rønnede. El municipi és situat al sud de l'illa de Sjælland abastant una superfície de 404 km².
La ciutat més important i la seu administrativa del municipi és Haslev (10.941 habitants el 2009). Altres poblacions del municipi són:
- Dalby
- Faxe Ladeplads
- Faxe
- Førslev
- Karise
- Rønnede
- Skuderløse
- Teestrup
- Terslev

## Consell municipal
Resultats de les eleccions del 18 de novembre del 2009:
| Partit                       | vots | % vots |
| ---------------------------- | ---- | ------ |
| Socialdemokratiet            | 4741 | 26,2   |
| Det Radikale Venstre         | 193  | 1,1    |
| Det Konservative Folkeparti  | 1033 | 5,7    |
| Socialistisk Folkeparti      | 2001 | 11,1   |
| Liberal Alliance             | 29   | 0,2    |
| Dansk Folkeparti             | 1643 | 9,1    |
| Belysningslisten             | 14   | 0,1    |
| Venstre                      | 5504 | 30,5   |
| Enhedslisten - De Rød-Grønne | 277  | 1,5    |
| Borgerlisten                 | 2639 | 14,6   |

### Alcaldes
| Alcalde          | Període               | Partit            |
| ---------------- | --------------------- | ----------------- |
| René Tuekær      | 1-1-2007 a 31-12-2009 | Borgerlisten      |
| Knud Erik Hansen | 1-1-2010 a 31-12-2013 | Socialdemokratiet |